# Етиопска ласта
Етиопска ласта (лат. Hirundo aethiopica) врста је птице из породице . Иако је станарица, њено станиште је широко, а насељава следеће државе: Бенин и Буркину Фасо, Камерун, Централноафричку Републику, Чад, ДР Конго, Обалу Слоноваче, Еритреју, Етиопију, Гану, Гвинеју, Израел, Кенију, Мали, Нигерију, Сенегал, Сомалију, Танзанију, Того и Уганду.